# Liste der Flughäfen im Königreich Dänemark
Dies ist eine Liste der Flughäfen im Königreich Dänemark. Der Staat ist in die drei Länder Dänemark, die Färöer und Grönland gegliedert.